# Cécile Biéler-Butticaz
Cécile Biéler-Butticaz (Genève, 2 juli 1884 - aldaar, 1 juni 1966) was een Zwitsers ingenieur.

## Biografie
Cécile Biéler-Butticaz was een dochter van Constant Butticaz. Ze trouwde in 1910 met ingenier Alfred Biéler. Samen kregen ze drie kinderen. Na haar schooltijd in Genève studeerde ze aan de ingenieursschool van Lausanne, waar ze in 1907 de eerste Zwitserse vrouwelijke elektricien werd. Ze werkte later samen met haar vader en vanaf 1909 leidde ze een bureau voor vrouwelijke ingenieurs. In Brig richtte ze een protestantse school op in de periode dat zij en haar man aldaar verbleven toen ze betrokken waren bij de tweede tunnelkoker van de Simplontunnel. Ze werd tevens lerares wiskunde in het privéonderwijs in Genève en Lausanne. In Genève zou ze ook opnieuw gaan studeren en behaalde ze in 1929 een doctoraat in de natuurkunde.

## Trivia

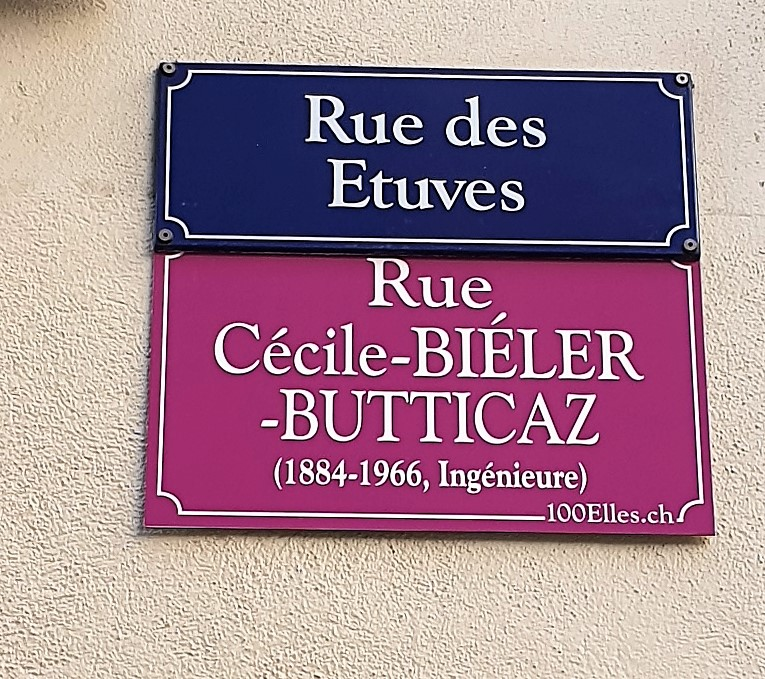
Alternatief straatnaambord van de actie 100Elles* in Genève, 2019.

- In 2019 werd in Genève door de actie 100Elles* een alternatief straatnaambord opgericht ter ere van Cécile Biéler-Butticaz.